# شون فانينج

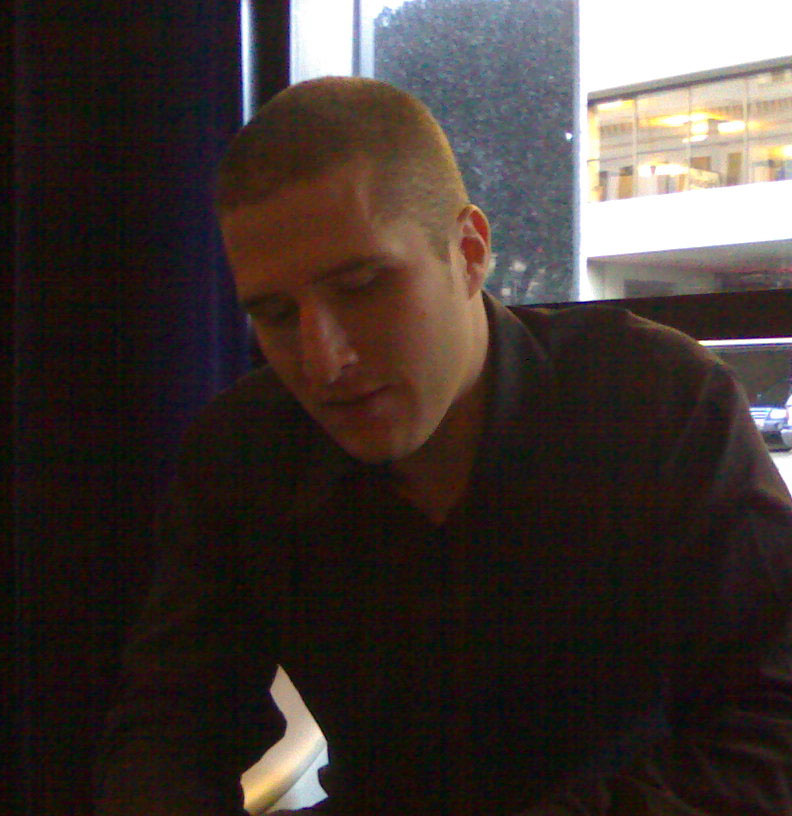
شون فاننج

شون فانينج (بالإنجليزية: Shawn Fanning)‏ ولد في 22 نوفمبر 1980 في بروكتون، ماساشوسيتس. في عام 1998 ابتكر شون برنامج نابستار ليكون أول برنامج لتبادل ومشاركة الملفات بطريقة الند للند في تاريخ إنترنت.

## نابستر
كان الحافز لشون هو شريكه في غرفة سكن الكلية والذي كان يواجه صعوبات في الوصول لملفات إم بي ثري. أمضي شون شهورا طويلة ساهرا على كتابة شفرات لبرنامج يمكن من خلاله تحميل ملفات الموسيقى من إنترنت.
طور شون البرنامج في الوقت الذي كان منتسبا فيه لجامعة (نورث إيسترن) ببوسطن، ظهر شون لاحقا على غلاف مجلة «وايرد» وازدادت شهرته. ومع ذلك كان نابستر هدفا لدعاوى قضائية كثيرة من عمداء صناعة الموسيقى والتي أدت في النهاية إلى التسبب في وقف الخدمة.
منذ نوفمبر 2002 أصبح اسم نابستر وشعاراته الدعائية ملكا لشركة «روكسيو»
شون له نصيب أيضا من التمثيل فقد قام بدور في فيلم «المهمة الإيطالية 2» وأدى دور الرجل الذي اتهمه «ليلي» (سيث جرين) بسرقة برنامج نابستر منه.
في عام 2003 قام شون فانينج بافتتاح شركة «سنوكاب» مع كل من «جوردان مندلسون» و«رون كونواي» وتهدف الشركة لأن تكون سوقا مشروعا للإعلام الرقمي.
و ايضاهو من أهم الذين ساهمو في نجاح الموقع العالمي (فيس بوك) فهو من نصحهم اولاً ان يحذفو كلمة THE من موقع فيس بوك فقد كان اسمه في البداية ذا فيس بوك
و هو أيضا ساعد في انتشار موقع الفيس بوك فقد كان له نفوذ ومعارف في انحاء العالم وقد بلغت ثروته بسبب اسهمه في شركة فيس بوك 2.1 مليار دولار

## روابط خارجية
- شون فانينج على موقع IMDb (الإنجليزية)
- شون فانينج على موقع الموسوعة البريطانية (الإنجليزية)
- شون فانينج على موقع إن إن دي بي (الإنجليزية)
- شون فانينج على موقع قاعدة بيانات الفيلم (الإنجليزية)